# Chinattus validus
Chinattus validus là một loài nhện trong họ Salticidae.
Loài này thuộc chi Chinattus. Chinattus validus được Xie, Peng & Joo-Pil Kim miêu tả năm 1993.